# Доња Џумаја
Доња Џумаја, Серска Џумаја, Баракли Џумаја или Џумаја (грч. Ηράκλεια, Ираклија) је град и седиште истоимене општине у периферији Средишња Македонија, Грчка. Према попису из 2021. године било је 3.245 становника.
Према бугарском географу и историчару, Василу Канчову, у Доњој Џумаји је 1900. године живело 4.100 Словена хришћана, 1.250 Аромуна, 400 Турака и 300 Рома. Током Другог балканског и Првог светског рата насеље је настрадало и већи део словенског становништва је избегао у Бугарску, тако је после рата остало 1.905 житеља. Принудног исељавања Словена је било 1924. године, када је на њихово место насељено 112 грчких избегличких породица, укупно 464 особа. На попису из 1928. године Доња Џумаја је имала 2.306 становника.